# Drosha

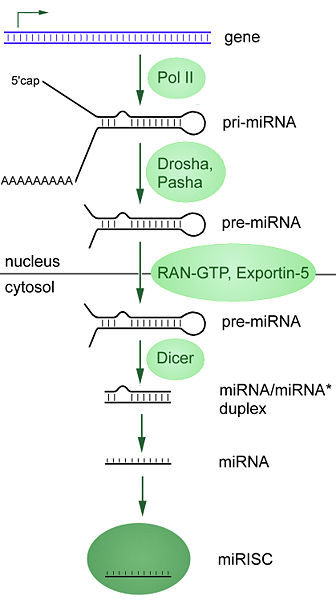
Biogeneze miRNA - schéma. Vyznačena reakce katalyzovaná mikroprocessor komplexem (Drosha a Pasha)

Drosha je ribonukleáza III druhé třídy kódovaná u člověka genem DROSHA (původně RNASEN). Drosha je klíčovou nukleázou zodpovědnou za první krok modifikací nových miRNA vznikajících v jádře.
 Ve finální podobě se miRNA vážou na RISC komplex a fungují v procesu tzv. RNA interference.

## Funkce
Drosha štěpí tzv. pri-miRNA, což je primární RNA transkript vznikající z příslušných DNA segmentů v genomu. Činností enzymu Drosha vznikají z těchto primárních transkriptů molekuly RNA ve tvaru vlásenky se smyčkou (stem loops) o délce asi 70 bp. Tyto vlásenky se označují jako pre-miRNA.
Drosha je součástí rozsáhlejšího proteinového komplexu (tzv. Microprocessor complex), který zahrnuje také dsRNA vázající protein Pasha (DGCR8). Pasha je pro činnost Droshy nezbytný, v kritickém okamžiku totiž váže jednovláknové části pri-miRNA.

## Klinický význam
Drosha může hrát důležitou roli ve stanovení prognózy u pacientů s rakovinou. Jak Drosha, tak Dicer (jiná nukleáza významná pro RNA interferenci) jsou někdy v buňkách pacientek s rakovinou prsu přítomny v nižším množství. Souvislost mezi úpravami miRNA a vznikem nádorů je v současné době neznámá.